# 沙下站
沙下站（：／ Saha yeok */?）是釜山地鐵1號線沿線的一座地下車站，位於韓國釜山廣域市沙下區槐亭洞。

## 車站結構
站體為2面2線側式月台的地下車站，候車月台設有月台幕門，並有5處出口。
本站無法轉乘對向列車。

### 月台配置
| 堂里 ↑ |
| \| 上  |
| ↓ 槐亭 |

| 月台 | 路線               | 目的地                 |
| ---- | ------------------ | ---------------------- |
| 上行 | ●釜山都市铁道1号线 | 多大浦海水浴場方向     |
| 下行 | ●釜山都市铁道1号线 | 釜山站、西面、老圃方向 |

## 歷史
- 1994年6月23日：落成啟用。

## 車站周邊
- 沙下郵局
- 沙下電信局
- 沙下中學
- 堂里中學
- 槐亭4洞治安中心
- 義王復健療養院
- 韓國通訊沙下營業所

## 圖片

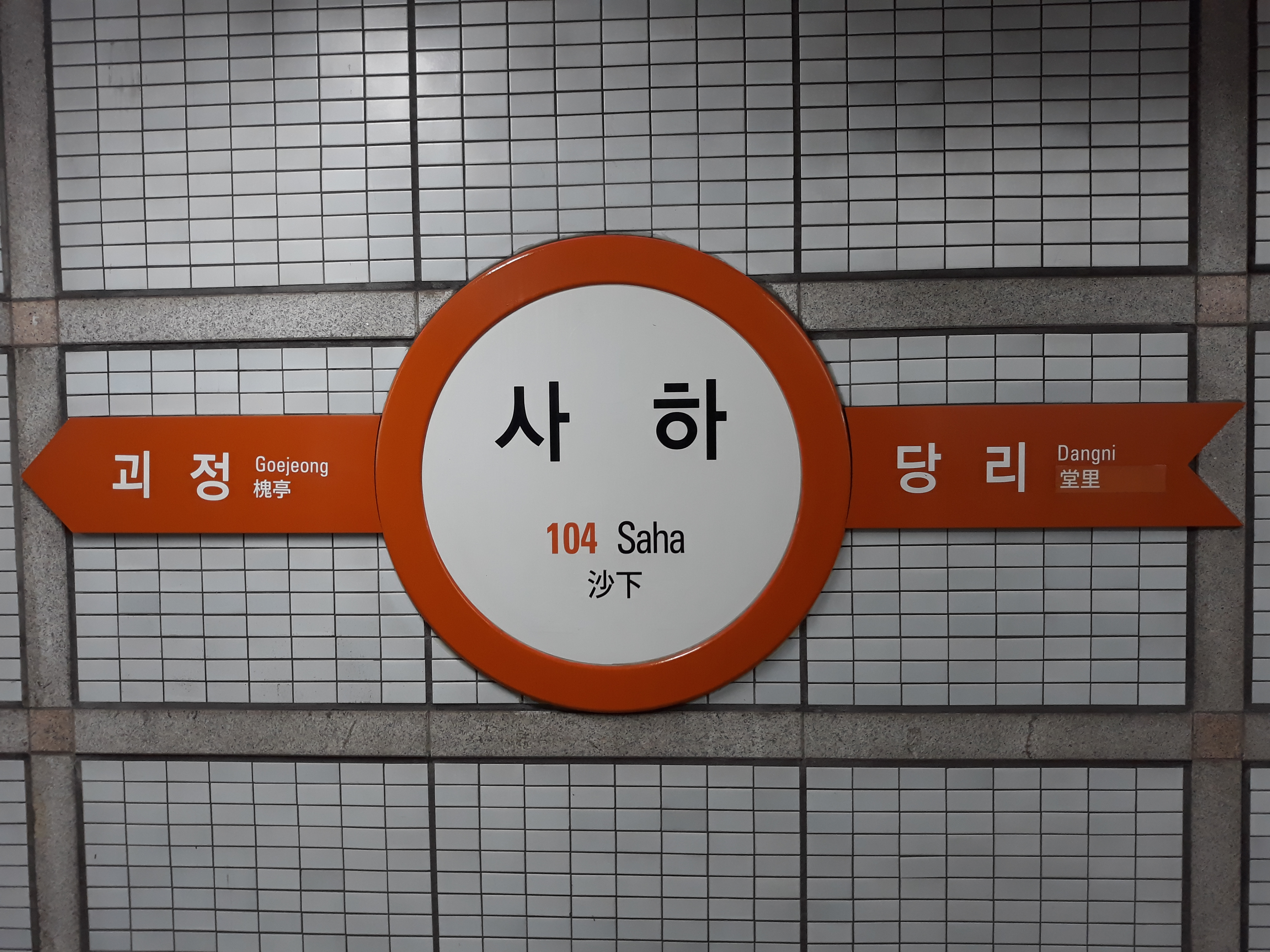
站名牌
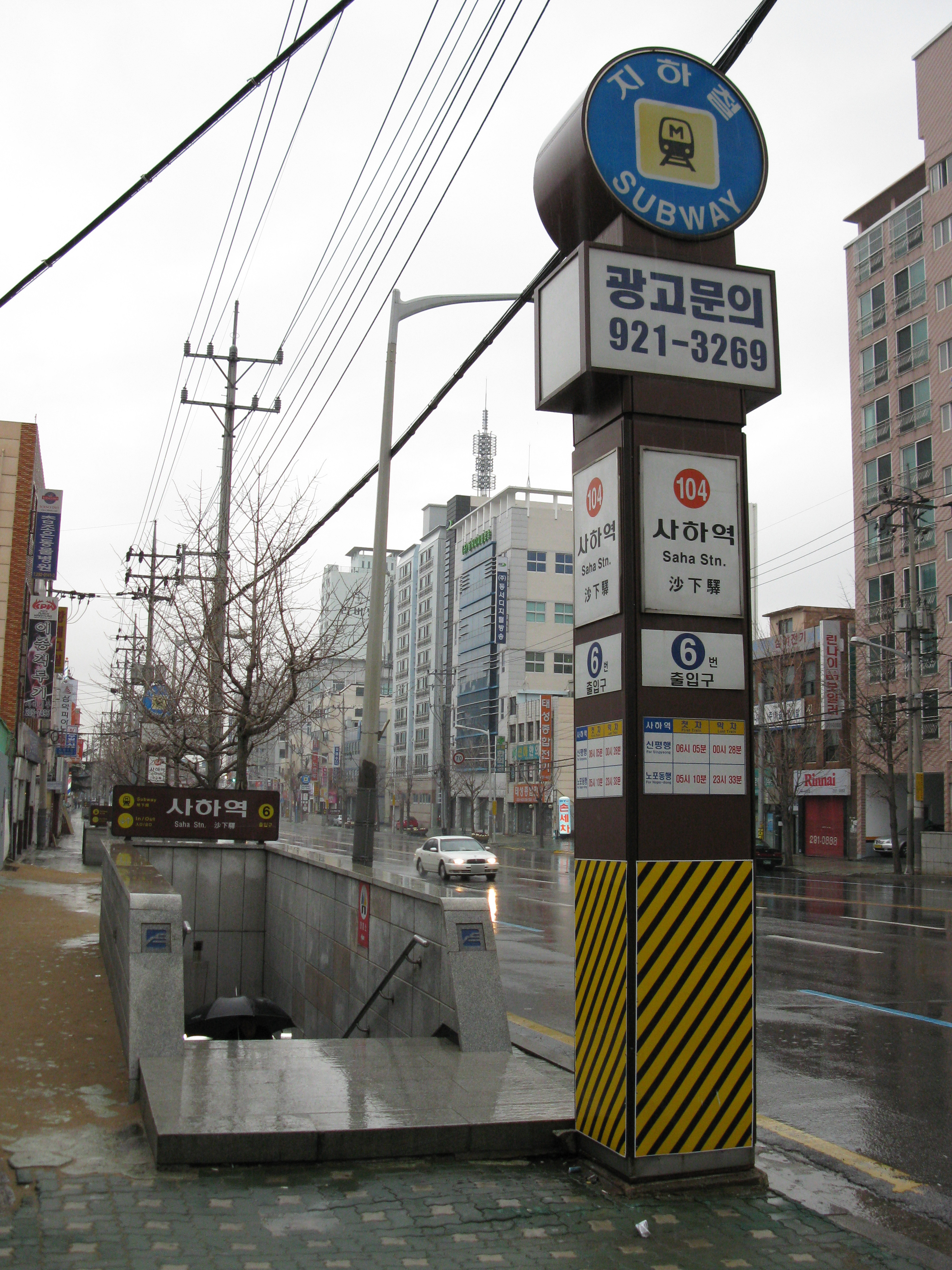
6號出口

## 相鄰車站
釜山交通公社
●釜山都市铁道1号线
堂里（103）－沙下（104）－槐亭（105）